# SN 2006ax
SN 2006ax – supernowa typu Ia odkryta 20 marca 2006 roku w galaktyce NGC 3663. W momencie odkrycia miała maksymalną jasność 17,10m.